# Zittend naakt met haar handen in haar schoot
Zittend naakt met haar handen in haar schoot (Italiaans: Nudo seduto con le mani in grembo) is een schilderij van de Italiaanse kunstschilder Amedeo Modigliani, geschilderd in 1918, olieverf op doek, 100 x 65 centimeter. Het schilderij bevindt zich thans in de collectie van de Academie van Beeldende Kunsten te Honolulu.
Het is een van zijn bekendste werken van de naakt-collectie.